# Svartbyträsket
Svartbyträsket är en sjö i Bodens kommun i Norrbotten och ingår i Luleälvens huvudavrinningsområde. Sjön har en area på 1,37 kvadratkilometer och ligger 7 meter över havet. Sjön avvattnas av vattendraget Svartbyträskbäcken. Vid provfiske har bland annat abborre, braxen, gers och gädda fångats i sjön.

## Delavrinningsområde

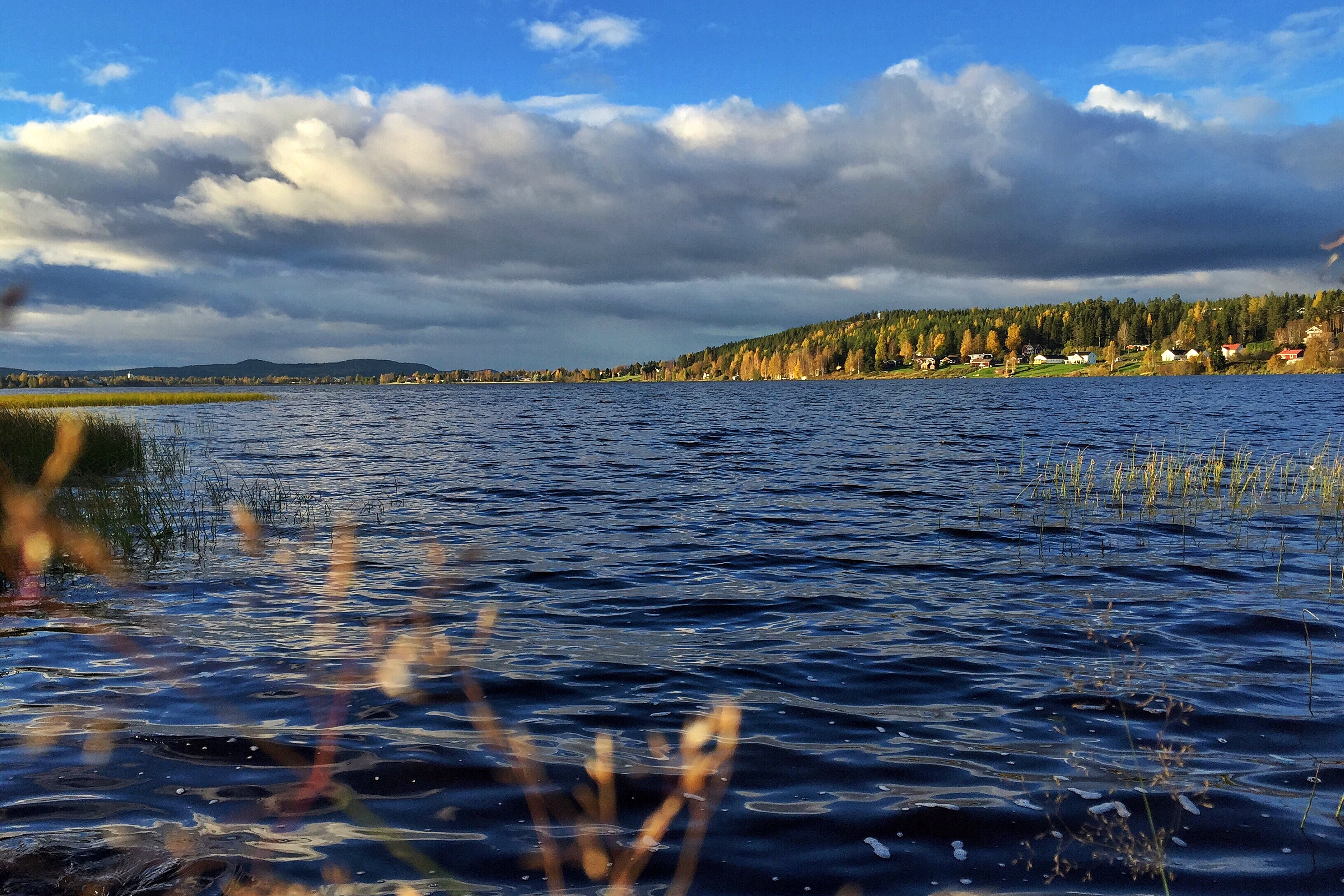
Svartbyträsket, hösten 2015

Svartbyträsket ingår i det delavrinningsområde (731440-177062) som SMHI kallar för Utloppet av Svartbyträsket. Medelhöjden är 21 meter över havet och ytan är 7,28 kvadratkilometer. Det finns ett avrinningsområde uppströms, och räknas det in blir den ackumulerade arean 16,61 kvadratkilometer. Svartbyträskbäcken som avvattnar avrinningsområdet har biflödesordning 3, vilket innebär att vattnet flödar genom totalt 3 vattendrag innan det når havet efter 37 kilometer. Avrinningsområdet består mestadels av skog (15 procent). Avrinningsområdet har 1,37 kvadratkilometer vattenytor vilket ger det en sjöprocent på 18,8 procent. Bebyggelsen i området täcker en yta av 4,48 kvadratkilometer eller 62 procent av avrinningsområdet.

## Fisk
Vid provfiske har följande fisk fångats i sjön:
- Abborre
- Braxen
- Gärs
- Gädda
- Löja
- Mört
- Nors
- Stäm